# Craugastor cyanochthebius
Craugastor cyanochthebius is een kikker uit de familie Craugastoridae. De soort werd voor het eerst wetenschappelijk beschreven door James Randall McCranie en Eric Nelson Smith in 2006.
Craugastor cyanochthebius komt endemisch voor in Honduras. Het leefgebied van de kikker wordt bedreigd door het verlies van habitat.